# 哈马尔湖
哈马尔湖（阿拉伯语：‎, ）是伊拉克东南部的一个咸水湖，属于哈马尔沼泽的一部分，面积为600–1,350平方公里。湖水水位随季节而变化，冬季最低水位约1.8米，春季最高水位约3.0米。哈马尔湖是伊拉克重要的湿地和鸟类栖息地。当地居民主要是沼澤阿拉伯人。
土卫六上的湖泊哈马尔湖名称取自哈马尔湖。